# Onchium metocellatum
Onchium metocellatum (syn. Onchulella ocellata) is een rondwormensoort uit de familie van de Camacolaimidae. De wetenschappelijke naam van de soort is voor het eerst geldig gepubliceerd in 1920 door Cobb.